# 厚唇兰
厚唇兰（学名：Epigeneium clemensiae）为兰科厚唇兰属下的一个种。